# Nanchang (Wuxi)
Der Stadtbezirk Nanchang (chinesisch 南长区, Pinyin Náncháng Qū) ist ein chinesischer Stadtbezirk, der zum Verwaltungsgebiet der bezirksfreien Stadt Wuxi in der chinesischen Provinz Jiangsu gehört. Er hat eine Fläche von 22 km² und zählt 320.000 Einwohner (2004).

## Administrative Gliederung
Auf Gemeindeebene setzt sich der Stadtbezirk aus sechs Straßenvierteln zusammen. 